# Microchilus ecuadorensis
Microchilus ecuadorensis là một loài thực vật có hoa trong họ Lan. Loài này được (Garay) Ormerod mô tả khoa học đầu tiên năm 2002.